# 대한민국 민법 제9조
대한민국 민법 제9조는 성년후견제도의 성년후견개시의 심판에 대한 민법총칙 조문이다. 질병, 장애, 노령 등으로 인해 지속적으로 사무처리 능력이 없는 사람을 법적으로 보호하기 위한 성년후견제도를 규정하고 있으며 이를 통해 후견인이 피성년후견인의 법률행위나 재산 관리를 대리하거나 보조하도록 하고 있다.

## 조문
제9조(성년후견개시의 심판) ① 가정법원은 질병, 장애, 노령, 그 밖의 사유로 인한 정신적 제약으로 사무를 처리할 능력이 지속적으로 결여된 사람에 대하여 본인, 배우자, 4촌 이내의 친족, 미성년후견인, 미성년후견감독인, 한정후견인, 한정후견감독인, 특정후견인, 특정후견감독인, 검사 또는 지방자치단체의 장의 청구에 의하여 성년후견개시의 심판을 한다.
② 가정법원은 성년후견개시의 심판을 할 때 본인의 의사를 고려하여야 한다.

## 비교조문
일본민법 제7조 (후견개시의 심판) 정신상의 장애에 의해 사리를 판별할 능력을 흠결한 상황에 있는 자에 대하여는 가정법원은 본인, 배우자, 사촌 내의 친족, 미성년후견인, 미성년후견감독인, 보좌인, 보좌감독인, 보조인, 보조감독인 또는 검찰관의 청구에 의해 후견개시의 심판을 청구할 수 있다.

## 참고 문헌
- 오현수, 일본민법, 진원사, 2014. ISBN 9788963463452
- 오세경, 대법전, 법전출판사, 2014 ISBN 9788926210277
- 이준현, LOGOS 민법 조문판례집, 미래가치, 2015. ISBN 9791155020869

## 같이 보기
- 가정법원
- 금치산자
- 한정치산자
- 성년후견제도
- 후견